# Sallos
Sallos – w tradycji okultystycznej, dziewiętnasty duch Goecji. Znany jest również pod imionami: Salios, Saleos oraz Zaleos. Należy on do demonów o spokojnym usposobieniu. By go przywołać i podporządkować potrzebna jest jego pieczęć, która według Goecji powinna być zrobiona z miedzi.
Jest on wielkim księciem piekła, który rozporządza 30 legionami duchów.
Pomaga rozpalić miłość kobiet do mężczyzn jak i mężczyzn do kobiet.
Ukazuje się pod postacią dzielnego żołnierza z książęcą koroną na głowie, ujeżdżającego krokodyla.